# Benedikt község
Benedikt község (szlovén nyelven Občina Benedikt) Szlovénia 212 alapfokú közigazgatási egységének, azaz községének egyike a Podravska statisztikai régióban. Adminisztratív központja Benedikt település. 1999. január 1-je előtt Lenart községhez tartozott. A község a Slovenske gorice tájegységben fekszik, a történelmi szlovén Stájerország (Štajersko) régió része.

## A községhez tartozó települések
A községhez Benedikt székhelyen kívül a következő települések tartoznak:
- Drvanja
- Ihova
- Ločki Vrh
- Negovski Vrh
- Obrat
- Spodnja Bačkova
- Spodnja Ročica
- Štajngrova
- Stara Gora
- Sveti Trije Kralji v Slovenskih Goricah
- Trotkova
- Trstenik

## Népesség
| Lakosok száma | 2345 | 2354 | 2441 | 2432 | 2469 | 2460 | 2506 | 2505 | 2584 | 2611 |
|               | 2008 | 2009 | 2011 | 2012 | 2013 | 2015 | 2016 | 2017 | 2019 | 2020 |